# Аникеево
Анике́ево (чув. Оппехтин) — упразднённая деревня в Чебоксарском районе Чувашской АССР, в 1979 году вошедшая в состав города Чебоксары. В настоящее время — улица Аникеевская.

## Название
Аникеева — деревня, Апехтино тож. Название получила: первое — по имени основателя, крест. Аникея, а второе — по фамилии помещика. — Приволжские города и селения в Казанской губернии

### Прежние названия
Слобода Аникеева (1793), д. Аникеева, Апехтина тож (1892), д. Обехтина (1894), д. Аникеева (сельцо Новинское) или д. Апехтина (1897), д. Аникеева (Апехтина, Новинская) (1907).

## История
В XVIII—XIX веках деревня принадлежала помещикам, представителям дворянского рода Апе́хтиных: коллежскому асессору Ивану Васильевичу Апехтину (ок. 1739 — до 1803); надворному советнику, предводителю дворянства Чебоксарского и Ядринского уездов Андрею Ивановичу Апехтину (ок. 1767 — до 1821); подполковнику в отставке, предводителю дворянства Козьмодемьянского уезда Николаю Андреевичу Апехтину (ок. 1794 — 4.11.1857); писательнице, этнографу Александре Андреевне Фукс (урождённой Апехтиной) (ок. 1792—1853).

Предания свидетельствуют, что чуваши сочувственно относились к положению русских владельческих крепостных крестьян. Так, по одной из записей, некий помещик на одну собаку обменял шесть пар крепостных крестьян и заселил ими деревню Опехтино под Чебоксарами. После первого помещика остались наследники. От шести пар деревня размножилась. На усадьбе помещика построили большой красивый дом. Сына помещика величали олбутом (барином). У него власть была неограниченной. Он очень сильно притеснял крепостных крестьян. <…> Вышедшую замуж девушку помещик заставлял приводить в первую ночь к нему. Нашёлся один отважный молодец, сильно возненавидевший барина. Как женился молодец, помещик распорядился привести его жену к нему. Молодой храбрец, разозлившийся до предела, снаряжается в девичью одежду, прячет за пазуху нож и, как стемнело, девушкой заявляется в барских покоях. Как легли спать, храбрец ударил ножом ненавистного злодея, покончил с ним. Позднее деревню стали именовать Аникеево (она до сих пор по-чувашски называется Оппехтин).— Чувашские исторические предания

### Религия
С конца XVIII века жители Аникеева (как и жители деревень Протопопиха, Маложданово, Свечкино, Селиваново, Завражная, Новоилларионово, расположенных западнее Чебоксар) относились к приходу чебоксарского Введенского собора Казанской епархии.

В ночь на Крещение жители русских деревень Чувашского края ходили в церковь на молебен там, где имелась своя церковь. Если такой не было, то шли в соседние деревни. Главным событием этого праздника было «хождение на иордань», то есть крестный ход на реку, колодец, родник. <…> жители деревни Аникеево Чебоксарского района, Кольцовка, Зеленовка Вурнарского района — [ходили] на колодец.— Календарные обряды и праздники русского населения Чувашии в конце XIX — начале XX в.

### Административно-территориальная принадлежность
До образования Чувашской автономной области деревня — в составе Чебоксарской волости Чебоксарского уезда Казанской губернии. До 1927 года в составе Чебоксарской волости Чебоксарского уезда Чувашской АО / Чувашской АССР, с 1 октября 1927 года — в Чебоксарском районе Чувашской АССР. 

С 25 октября 1979 года территория деревни передана Чебоксарскому горсовету (Калининский райсовет).

Сельские советы: с 1 октября 1927 года — Кочаковский, с 14 июня 1954 года — Соляновский.

## Население
| Год     | 1897 | 1907 |
| ------- | ---- | ---- |
| Жителей | 152  | 152  |

## Памятники и памятные места
- Памятник воинам, павшим в Великой Отечественной войне 1941—1945 гг. (ул. Аникеевская)[14].

## Уроженцы
- Герасимов Иван Николаевич (1921—2002) — участник Великой Отечественной войны, Герой Советского Союза, генерал-майор авиации (1972).